# 2002年の宝塚歌劇公演一覧
本項目では、2002年の宝塚歌劇公演一覧（2002ねんのたからづかかげきこうえんいちらん）について示す。

## 宝塚大劇場公演
（）内は、作者または演出者名。参考資料は90年史。

### 月組
- 1月1日 - 2月12日
  - 『ガイズ&ドールズ』（酒井澄夫　脚色、酒井澄夫・三木章雄　演出）

### 花組
- 3月1日 - 4月8日
  - 『琥珀色の雨にぬれて』（柴田侑宏、正塚晴彦　演出）
  - 『Cocktail -カクテル-』（藤井大介）

### 星組
- 4月12日 - 5月20日
  - 『プラハの春』（谷正純　脚本・演出）
  - 『LUCKY STAR!』（中村一徳）

### 雪組
- 5月24日 - 7月8日
  - 『追憶のバルセロナ』（正塚晴彦）
  - 『ON THE 5th』（小林公平　原案、草野旦）

### 宙組
- 7月12日 - 8月19日
  - 『鳳凰伝』（木村信司　脚本・演出）
  - 『ザ・ショー・ストッパー』（三木章雄）

### 月組
- 8月23日 - 9月30日
  - 『長い春の果てに』（石田昌也　脚本・演出）
  - 『With a Song in my Heart -君が歌、わが心に深く-』（岡田敬二）

### 花組
- 10月4日 - 11月18日
  - 『エリザベート』（小池修一郎　潤色、小池修一郎・中村一徳　演出）

### 星組
- 11月22日 - 12月24日
  - 『ガラスの風景』（柴田侑宏　作、謝珠栄　演出・振付）
  - 『バビロン』（荻田浩一）

## 東京宝塚劇場公演
（）内は、作者または演出者名。参考資料は90年史。

### 雪組
- 1月2日 - 2月11日
  - 『愛 燃える』（酒井澄夫）
  - 『Rose Garden』（岡田敬二）

### 宙組
- 2月16日 - 3月24日
  - 『カステル・ミラージュ』（小池修一郎）
  - 『ダンシング・スピリット!』（中村一徳）

### 月組
- 3月29日 - 5月16日
  - 『ガイズ&ドールズ』（酒井澄夫　脚色、酒井澄夫・三木章雄　演出）

### 花組
- 5月11日 - 6月23日
  - 『琥珀色の雨にぬれて』（柴田侑宏、正塚晴彦　演出）
  - 『Cocktail -カクテル-』（藤井大介）

### 星組
- 6月28日 - 8月11日
  - 『プラハの春』（谷正純　脚本・演出）
  - 『LUCKY STAR!』（中村一徳）

### 雪組
- 8月16日 - 9月23日
  - 『追憶のバルセロナ』（正塚晴彦）
  - 『ON THE 5th』（小林公平　原案、草野旦）

### 宙組
- 9月28日 - 11月10日
  - 『鳳凰伝』（木村信司　脚本・演出）
  - 『ザ・ショー・ストッパー』（三木章雄）

### 月組
- 11月15日 - 12月23日
  - 『長い春の果てに』（石田昌也　脚本・演出）
  - 『With a Song in my Heart -君が歌、わが心に深く-』（岡田敬二）

## 宝塚バウホール公演（特別公演を除く）
（）内は、作者または演出者名。参考資料は90年史。

### 宙組
- 4月28日 - 5月6日
  - 『エイジ・オブ・イノセンス』（植田景子　脚本・演出）

### 月組
- 6月21日 - 6月30日
  - 『SLAPSTICK』（小柳奈穂子）

### 花組
- 8月2日 - 8月11日
  - 『月の燈影』（大野拓史）

### 星組
- 9月7日 - 9月16日
  - 『ヴィンターガルテン』（齋藤吉正）

### 雪組
- 10月19日 - 10月28日
  - 『ホップ・スコッチ』（太田哲則）

## その他の日本公演
（）内は、作者または演出者名。参考資料は90年史。

### 花組・特別
- 1月4日 - 1月13日　東京・ル・テアトル銀座
  - 『カナリア』（正塚晴彦）

### 星組
- 2月2日 - 2月21日　中日劇場
  - 『花の業平 -忍ぶの乱れ-』（柴田侑宏　作、尾上菊之丞　演出・振付）
  - 『サザンクロス・レビューII』（草野旦）

### 雪組・特別
- 3月16日 - 3月25日　大阪・シアター・ドラマシティ
  - 『殉情』（石田昌也　脚本・演出）

- 3月31日 - 4月7日　赤坂ACTシアター
  - 『殉情』（石田昌也　脚本・演出）

### 特別
- 4月4日 - 4月8日　天王洲アイル・アートスフィア
  - 『初風緑コンサート―愛・舞・魅―』（藤井大介　構成・演出）

- 5月14日 - 5月20日　宝塚バウホール
  - 『初風緑コンサート―愛・舞・魅―』（藤井大介　構成・演出）

### 特別合同
- 4月6日 - 4月29日　日生劇場
  - 『風と共に去りぬ』（植田紳爾　脚本、植田紳爾・谷正純　演出）

### 花組
- 4月18日 - 4月21日　大阪・シアタードラマシティ
  - 『ダイヤモンド・アイズ』（藤井大介）

### 宙組
- 4月27日 - 5月19日　広島、徳山、小倉、福岡、鳥取、守山、彦根、静岡、沼津、神奈川
  - 『カステル・ミラージュ』（小池修一郎）
  - 『ダンシング・スピリット!』（中村一徳）

### 宙組・特別
- 5月11日 - 5月17日　東京・日本青年館
  - 『エイジ・オブ・イノセンス』（植田景子　脚本）

### 月組
- 6月15日 - 7月7日　北海道、青森、八戸、岩手、秋田、仙台、横須賀、長野、松本、川口、市川
  - 『サラン・愛』（中村一徳）
  - 『ジャズマニア』（三木章雄）

### 月組・特別
- 7月4日 - 7月10日　東京・日本青年館
  - 『SLAPSTICK』（小柳奈穂子）

### 雪組・特別
- 7月27日 - 7月28日　赤坂BLITZ
  - 『YU EMAO LIVE IN BLITZ』（石田昌也　構成・演出、中村暁　演出協力）

### 花組
- 8月3日 - 8月25日　博多座
  - 『あかねさす紫の花』（柴田侑宏）
  - 『Cocktail -カクテル-』（藤井大介）

### 花組・特別
- 8月16日 - 8月22日　東京・日本青年館
  - 『月の燈影』（大野拓史）

### 特別
- 9月3日 - 9月6日　青山劇場
  - 『轟悠スペシャルコンサート Stylish!』（中村暁　構成・演出）

### 星組・特別
- 9月21日 - 9月27日　東京・日本青年館
  - 『ヴィンターガルテン』（齋藤吉正）

### 特別
- 10月5日 - 10月12日　宝塚バウホール
  - 『Swich -75thコラボレーション-』（藤井大介　構成・演出）

### 雪組
- 10月26日 - 11月17日　小倉、下関、福岡、高松、磐田、小牧、瀬戸、半田、武蔵野、南浦和、横浜、市川
  - 『再会』（石田昌也）
  - 『華麗なる千拍子2002』（酒井澄夫　監修・演出、中村一徳　構成・演出）

### 雪組・特別
- 11月1日 - 11月7日　東京・日本青年館
  - 『ホップ・スコッチ』（太田哲則）

### 宙組・特別
- 12月20日 - 12月29日　大阪・シアタードラマシティ
  - 『聖なる星の奇蹟』（児玉明子）

## 第2回中国ツアー公演・星組
「公演日と公演地」、「演目」、「主催等」、「参加生徒」の出典は90年史のp.150。
- 日中国交正常化30周年を記念して行われた公演[6]

公演日と公演地
- 9月13日 - 9月15日　上海・大劇院
- 9月20日 - 9月22日　北京・世紀劇院
- 9月29日 - 10月2日　広州・麗江明珠歌劇院

演目
- 舞踊劇『蝶・恋（デイエ・リエン）』―燃え尽きるとも― 16場（植田紳爾　作・演出）
- ダンシング・ファンタジー『サザンクロス・レビュー・イン・チャイナ』 24場（草野旦　作・演出）

主催等
- 招聘：中華人民共和国文化部
- 主催：中国対外演出公司（北京・上海）、広東省人民政府外事弁公室（広州）、広東省文化庁（広州）、広州「日本年」実行委員会（広州）
- 共催：財団法人 日中経済協会

参加生徒　※氏名の後ろに（）がなければ星組生徒（当時）
- 英真なおき
- 万里柚美
- 香寿たつき
- 毬丘智美
- にしき愛
- 渚あき
- 安蘭けい
- 高央りお
- 夢輝のあ
- 紫蘭ますみ

- 百花沙里
- 涼紫央
- 毬乃ゆい
- 星風エレナ
- 青空弥ひろ
- 琴まりえ
- 拓麻早希
- 祐穂さとる
- 葉音りの
- 真汐薪

- 仙堂花歩
- 美城れん
- 涼麻とも
- 高宮千夏
- 柚希礼音
- 梅園紗千
- 花森まゆり
- 天緒圭花
- 華美ゆうか
- 凜華せら

- 一輝慎
- 美琴さなえ
- 鶴美舞夕
- 華乃星矢
- 南帆サリ
- 純花まりい

（星組・計36人）
- 城火呂絵（専科）
- 初風緑（専科）
- 彩輝直（専科）
- 檀れい（専科）

（専科・計4人）

## 催し物
参考資料は90年史。

### 宙組
- 1月12日 - 1月14日　宝塚バウホール
  - エンカレッジ・コンサート（構成・演出：岡田敬二）

### 大滝愛子バレエ・レッスン発表会
- 1月18日 - 1月19日　宝塚バウホール
- 構成・演出・振付：大滝愛子

### 『逸翁デー』〜タカラヅカ・ホームカミング〜
- 1月25日　宝塚大劇場
- 構成・演出：酒井澄夫

- 1月25日　東京宝塚劇場
- 構成・演出：岡田敬二

### TCAスペシャル2002
- 6月6日 - 6月7日　宝塚大劇場
  - 『LOVE』（総指揮：酒井澄夫）

- 6月6日 - 6月7日　東京宝塚劇場
  - 『DREAM』（総指揮：岡田敬二）

### 『モン・パリ』誕生記念特別公演
- 9月1日　宝塚大劇場
  - 『レビュー記念日』（構成・演出：岡田敬二）

### 第6回TCAミュージック・サロン
- 8月29日 - 8月30日　宝塚バウホール
  - 『専科エンカレッジ　スペシャル』（構成・演出：岡田敬二）

### 宝塚歌劇88周年記念公演第四十三回宝塚舞踊会
- 10月11日　宝塚大劇場
- 監修：花柳壽春・藤間勘右衛門・山村若

### 第4回　アキコ・カンダレッスン発表会
- 11月30日　宝塚大劇場
  - 『DANCIN' -AKIKO-』-40th Anniversary-（構成・振付：アキコ・カンダ）

### 吉崎憲治オリジナルコンサート
- 12月13日　宝塚大劇場
  - 宝塚歌劇88周年記念　TAKARAZUKA SKY STAGE開局記念『TAKARAZUKA FOREVER』（構成・音楽監督・指揮：吉崎憲治）